# Ghiacciaio Manolov
Il ghiacciaio Manolov è un ghiacciaio lungo circa 3 km e largo 1,3 situato sulla costa nord-occidentale dell'isola Alessandro I, al largo della costa della Terra di Palmer, in Antartide. In particolare, il ghiacciaio è situato sul fianco occidentale dei monti Havre, dove giace a sud del ghiacciaio Oselna e a ovest del ghiacciaio Coulter e da dove fluisce verso sud-ovest fino a entrare nella baia di Lazarev, a nord di punta Goleminov.

## Storia
Il ghiacciaio Manolov stato così battezzato dalla Commissione bulgara per i toponimi antartici in onore del compositore bulgaro Emanuil Manolov (1860-1902).